# The Exchange 106
The Exchange 106 (ehemals TRX Signature Tower) ist ein Wolkenkratzer im Finanzdistrikt Tun Razak Exchange (TRX) in Kuala Lumpur. Das 95-stöckige Gebäude verfügt über eine 48 Meter hohe beleuchtete Krone. Die strukturelle Höhe beträgt 454 Meter, womit es eines der höchsten Gebäude in Asien und der Welt ist.
Der Bau des Gebäudes wurde von der China State Construction Engineering durchgeführt, zum Zeitpunkt des Baus das höchste Gebäude, das von einem chinesischen Unternehmen außerhalb Chinas gebaut wurde.

## Geschichte
Der Wolkenkratzer wurde erstmals konzipiert, als das Projekt TRX von 1Malaysia Development Berhad (1MDB), einem Fonds der malaysischen Regierung, kontrolliert wurde. Am 13. Mai 2015 gaben 1MDB Real Estate (1MDB RE), der Haupt-Entwickler von TRX, und die indonesische Mulia-Group bekannt, dass sie mit Mulia Property Development  einen Kaufvertrag über die Entwicklungsrechte des Grundstücks unterzeichnet hatten, Land für The Exchange 106 (damals als Signature Tower bekannt) zu erwerben, wobei der Landkauf im Wert von 665 Millionen Ringgit abgewickelt wurde. Die Bodenarbeiten für das Grundstück Exchange 106 begannen am 1. März 2016, wobei das Betonfundament im Mai 2016 gelegt wurde.
Am 21. Dezember 2016 sagte der Finanzminister des Landes, Johari Abdul Ghani, das Finanzministerium habe das gesamte TRM-Projekt von 1MDB selbst übernommen, um die unhaltbaren Schulden des Fonds zu bewältigen und eine Restrukturierung der Unternehmensführung durchzuführen. 1MDB konnte TRX nicht reibungslos und pünktlich entwickeln, da es in verschiedenen Affären über Korruption und Finanzmissbrauch verwickelt war. Aufgrund der Korruptionsaffäre kam öffentliche Kritik an dem Projekt auf, es wurde jedoch trotzdem weitergeführt.
Der Bau war im September 2019 abgeschlossen. Der Bau der zugehörigen Infrastruktur war im Dezember 2021 zu 80 Prozent fertig. Zum Gebäudekomplex gehört auch ein Einkaufszentrum mit dem Namen The Exchange TRX Mall, welches 2023 eröffnet wurde. 